# 북부사냥개박쥐
북부사냥개박쥐 또는 북부자유꼬리박쥐(Chaerephon jobensis)는 큰귀박쥐과에 속하는 박쥐의 일종이다. 야펜과 스람섬, 서뉴기니 그리고 오스트레일리아 북부에서 발견된다.